# Beltrán, Colombia
Beltrán är en kommun i Colombia.   Den ligger i departementet Cundinamarca, i den centrala delen av landet, 80 km väster om huvudstaden Bogotá. Antalet invånare är 1 947. Arean är 211 kvadratkilometer.
Terrängen i Beltrán är varierad.